# Фармаковский, Мстислав Владимирович
Мстисла́в Влади́мирович Фармако́вский (1873, Вятка — 1946, Ленинград) — искусствовед, археолог, художник; доктор исторических наук, профессор; главный хранитель и учёный консультант Государственного Русского музея, сотрудник Института археологической технологии и химической лаборатории Ленинградского отделения Института истории материальной культуры АН СССР (1919—1946).

## Биография
В 1895 году окончил отделение археологии историко-филологического факультета Императорского Новороссийского университета в Одессе, затем — Художественное училище Одесского Общества Изящных Искусств (1899) и Академию художеств (1902, Дюссельдорф, Германия).
В 1902—1906 годы работал художником в типографиях, издательствах, музеях; участвовал в деятельности Одесского общества истории древностей. В 1906 году издавал (с группой единомышленников из Общества южнорусских художников) сатирический журнал «Звон».
В 1906—1908 годах жил в Париже — изучал проблемы составления и сохранения музейных коллекций, технологию прикладного искусства (фарфор и витраж) и живопись; выступал на международных конкурсах прикладного искусства.
В 1908—1918 годах преподавал древние языки в Петергофской гимназии и мужских гимназиях в Санкт-Петербурге. Одновременно работал в археологической комиссии (с 1913 года — её член-корреспондент).
В 1918—1931 годах работал в Русском музее, был одним из организаторов и хранителем историко-бытового отдела.
Одновременно работал в Российской академии истории материальной культуры (1919—1931), преподавал на Высших курсах искусствоведения при Государственном институте истории искусств (с 1923) и в Ленинградском университете (в качестве сверхштатного доцента: с 1924 — на факультете общественных наук, с 1925 — на факультете языкознания и материальной культуры, в 1929—1931 — в Ленинградском историко-лингвистическом институте).
В 1930 году в результате «чистки кадров» уволен из Государственной академии истории материальной культуры и в 1931 году выслан в Ярославль, где работал в краеведческом музее (научный сотрудник I категории).
С 1934 года, вернувшись в Ленинград, до конца жизни работал в Русском музее научным консультантом, заведующим реставрационной мастерской (1934—1936), главным хранителем; одновременно — в академии истории материальной культуры (1934—1938).

## Научная деятельность
Основные направления исследований — реставрация и хранение музейных ценностей.
Степень доктора исторических наук присвоена без защиты диссертации.
Подготовил «Проект организации отдела реставрации» Русского музея, учитывающий всё разнообразие музейного собрания, особенности каждого вида изобразительного материала, требования к его хранению.
В годы блокады, им были проведены первые подробные наблюдения за температурно-влажностным режимом на экспозиции Михайловского дворца, и результаты этой работы он изложил в своей брошюре «Воздушный режим в музее». В 1940 г. подготовил Инструкцию по перевозке и переноске музейных экспонатов, оказавшую сотрудникам дворцов-музеев неоценимую помощь при подготовке предметов старины к эвакуации.

### Избранные труды
- Фармаковский М. В. Акварель, её техника, реставрация и консервация. — Л.: Б. и., 1950. — 264 с.
  -  — М.: В. Шевчук, 2000. — 292 с. — 5000 экз. — ISBN 5-94232-004-7
- Фармаковский М. В. Воздушный режим в музеях : По данным наблюдений, проведен. в Гос. рус. музее с весны 1939 г. по июнь 1940 г. — Л.: Б. и., 1941. — 28 с.
- Фармаковский М. В. Горит из кургана Солохи. — [Пг.] : Рос. гос. акад. тип., [1922]. — 23-48 с. — (Отт. из.: Известия Рос. истории матер. культуры. Т.2. № 2. 1922)
- Фармаковский М. В. Консервация и реставрация музейных коллекций. — М.: Тип. «Кр. печатник», 1947. — 144 с.
- Фармаковский М. В. Техника экспозиции в историко-бытовых музеях. — Л.: Гос. русск. музей, 1928. — 81 с.
- Фармаковский М. В. Три жалованных кубка из старинного семейного серебра Шереметевых. — [Л.] : Б. и., [1928]. — 9-36 с. — (Зап. Ист.-бытового отд. Гос. Рус. музея. Т. 1. Отд. отт.)

редактор
- Новые работы Института археологической технологии в области реставрации различных материалов / Под общ. ред. М. В. Фармаковского. — Л.: Гос. акад. истории материальной культуры, 1929. — 46 с. — (Материалы по методологии археологической технологии, издаваемые Институтом археологической технологии ; Вып. 12)
- Три года работы Института археологической технологии / Под ред. А. Е. Ферсмана и М. И. Фармаковского. — Л., 1924. — 55 с. — (Изв. Ин-та археол. технологии / Рос. акад. истории материал. культуры ; Вып.2)

## Творчество
Художник-символист; создал живописные циклы «Жизнь» и «Эльдорадо».
Член берлинского и парижского Société nationale des beaux-arts.
Лауреат международных премий за текстильные и витражные композиции.
Иллюстратор
- Литературно-художественный сборник : В пользу еврейских детей, осиротевших и обездол. во время октябр. погрома в Одессе / [Под ред. Г. М. Пекаторос и П. Т. Герца-Виноградского; Ил. худож. С. Я. Кишинёвского, П. А. Нилуса, Мст. Фармаковского и Иры Ян]. — Одесса : тип. Л. С. Шутака, 1906. — 224 с.